# Jenia Tversky
Jenia Tversky (en hebreo: זֶ׳נִיָה טְבֶרְסְקִי‎), (16 de agosto de 1904 - 9 de abril de 1964) fue un político israelí que se desempeñó como miembro de la Knesset para el Mapai.

## Biografía
Nacido Genia Gintsburg (en ruso: Геня Гинцбург) en 1904 en Baranovichi, Imperio Ruso (actualmente Bielorrusia), Tversky estudió en la Universidad de Varsovia y en una escuela de Trabajo Social en Berlín. En 1923, hizo aliyá a Eretz Israel, donde se convirtió en pionera de los servicios sociales. Entre 1932 y 1942 se desempeñó como directora de los servicios sociales de la comunidad judía en Haifa, antes de trabajar como jefa del Departamento de Servicios Sociales del Comité Vecinal de Jerusalén entre 1942 y 1948. También fue miembro del Comité Ejecutivo del sindicato Histadrut y fue enviada a los campos de sobrevivientes del Holocausto como emisaria en 1945.
Miembro del Mapai, ocupó el puesto 53 en la lista del partido para las elecciones de la Knesset de 1949, pero perdió un escaño cuando el partido obtuvo 46 escaños. Sin embargo, ingresó a la Knesset el 5 de febrero de 1951 como reemplazo de Heshel Frumkin. Ocupó el puesto 37 en la lista del Mapai para las elecciones de julio de 1951, conservando su escaño cuando el partido ganó 45 escaños.
Después de ocupar el puesto 49 en la lista del partido para las elecciones de 1955, perdió su escaño cuando Mapai ganó solo 40 escaños. Sin embargo, regresó a la Knesset el 6 de julio de 1959 como reemplazo de Shlomo Hillel. Ubicada en el puesto 47 en la lista de Mapai para las elecciones de noviembre de 1959, fue reelegida cuando Mapai ganó 47 escaños. Ella subió al puesto 46 en la lista del partido para las elecciones de 1961, pero abandonó la Knesset porque el partido obtuvo solo 42 escaños. Sin embargo, volvió a entrar en la Knesset el 24 de noviembre de 1963 tras la muerte de Meir Argov. Murió el 6 de abril del año siguiente y fue reemplazada por Aharon Yadlin.
Se casó con un judío polaco, Josef Tversky, veterinario. Su hijo fue el psicólogo Amos Tversky (1937-1996), coautor (con Daniel Kahneman) de la teoría de la perspectiva.